# Мауле (річка)
Мауле (ісп. Maule, що арауканською мовою означає «дощова») — річка в Чилі, одна з найважливіших річок країни, навколо якої відбувалися важливі історичні події імперії Інків, конкісти, війни за незалежність та сучасного періоду історії. Біля неї розташовані райони виноробства (відома як долина Мауле) та важливі міста країни. Річка Мауле біла південним кордоном імперії Інків. Багато відомих чилійців, що жили в цьому регіоні, отримали імена за назвою річки.

## Каскад ГЕС
На річці розташовані ГЕС Лос-Кондорес, ГЕС Ісла, ГЕС Курильїнке, ГЕС Лома-Альта, ГЕС Пєуенче, ГЕС Колбун, ГЕС Чібурго, ГЕС Мачикура, ГЕС Сан-Ігнасіо.
| Чилі | Це незавершена стаття з географії Чилі. Ви можете допомогти проєкту, виправивши або дописавши її. |